# Старый Ревель
Ста́рый Ре́вель — деревня в Калачинском районе Омской области России. Входит в состав Орловского сельского поселения.

## География
Деревня находится на берегу реки Омь.

## История
Основана в 1859 году. В 1928 году состояла из 47 хозяйств, основное население — эсты. В административном отношении являлась центром Староревельского сельсовета Калачинского района Омского округа Сибирского края.

## Население
| 2002 | 2010 |
| ---- | ---- |
| 81   | ↘51  |

## Улицы
В деревне имеется одна улица — Староревельская.